# Кристина Пери
Кристина Џудит Пери (енгл. Christina Judith Perri; Бенсејлем, Пенсилванија, 19. август 1986) америчка је певачица и ауторка песама.
Постала је позната у лето 2010. године, након што је њена поп балада Jar of Hearts искоришћена као музичка подлога за тачку изведену у једној епизоди америчког плесног ТВ такмичења Значи, мислиш да умеш да играш?. Нумера је убрзо по приказивању те епизоде забележила велики број преузимања са интернета и доспела на Билбордове топ-листе, а овај успех је Перијевој, која је претходно била без издавача, истог лета донео и уговор са дискографском кућом Atlantic Records. Музичарка је наредне године стекла додатну популарност песмом A Thousand Years, коју је написала за потребе филма Сумрак сага: Праскозорје — 1. део.
Њен старији брат Ник Пери је такође музичар, а најпознатији је као некадашњи гитариста групе Shinedown.

## Дискографија

### Студијски албуми
- (2011)
- (2014)
- (2019)
- (2021)

### издања
- (2010)
- (2012)